# Bahariya

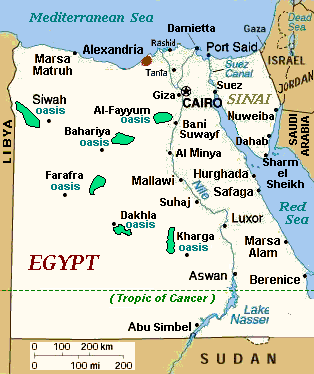
Oasi de Bahariya (al centre)

Els oasis de Bahariya o Bahriyya (àrab: الواحات البحرية, al-waḥāt al-Baḥriyya) són un conjunt d'oasis a l'oest del Nil, a l'Alt Egipte. Va portar diversos noms: l'oasi del Nord, Zeszes, l'oasi Parva, i a l'era cristiana oasi d'Al-Bahnasa, entre d'altres. L'oasi era part de l'anomenat desert Occidental o desert de Líbia.

## Història

### Paleolític i antic Egipte
Els primers assentaments són del Paleolític; les restes són molt visibles, però pràcticament la zona no s'ha excavat i gairebé tot el que se sap és del període de l'Imperi mitjà, gràcies a les excavacions d'Ahmed Fakhry i darrerament de Zahi Hawass.
Durant l'imperi antic, probablement hi havia un governador regional, però no en resten proves. La zona era poblada pels tehenu libis, barrejats amb la gent del Nil i beduïns, contra els quals els egipcis van lluitar.
A l'Imperi mitjà portava el nom de Zeszes i era un domini egipci consolidat, però només s'ha trobat un escarabat amb el nom de Sesostris, però algunes proves mostren que Amenemhet i Sesostris II van dedicar atenció a la zona, que probablement era objecte d'atacs dels libis. Es creu que hi havia grans explotacions agrícoles, cases grans per als terratinents i fins i tot una guarnició militar; un cultiu important era el vi, que era transportat en caravanes cap a la zona del Nil.
Durant la dinastia XV, el tràfic comercial es va aturar (probablement, per la inseguretat de les rutes); Kamose esmenta l'oasi com Djes Djes, nom que porta el vi de la regió. Sota Tutmosis III, es van fer millores a la regió incloent-hi els regadius; en aquest temps, l'oasi pagava tribut a Tinis, segons es diu a la tomba de Rekhmire, djati (visir) de Tuthmosis III. D'aquest temps, és la tomba descoberta a Al-Qasr, que correspon a Amenhotep Huy, titulat "governador de l'oasi del Nord"; amb la dinastia XIX, l'oasi va esdevenir més important per les seves mines de ferro (encara existeixen avui dia), sense que perdés importància l'agricultura. Amb Merenptah (fill de Ramsès II), Egipte va ser atacat pels libis i segurament Bahariya va ser una de les zones més afectades; els libis foren rebutjats per Ramsès III. Durant el tercer període intermedi i l'època posterior, l'oasi va tornar a emergir com un centre destacat.
Shoshenq I, fundador de la dinastia XXII, d'origen libi, i després Shoshenq IV, van dedicar atenció a Bahariya, que segons Fakhry hauria estat la primera posició conquerida juntament amb Farafra, i hauria servit de base per a la conquesta d'Egipte. En aquesta època, apareix un cap local anomenat Weshethet, que portava el títol de "cap superior libi", càrrec probablement equivalent a governador, i un altre dignatari anomenat Arcawa, que fou governador i sacerdot al final de la dinastia XXII. D'aquesta època són les troballes més importants.
Després segueix un parèntesi fins que Bahariya retorna com a centre agrícola i comercial durant les dinasties xxv i xxvi. En aquesta darrera, els governadors eren nadius de l'oasi i continuaven dependent d'Abidos (Tinis). Ahmose II (570-516 aC) va enviar tropes a l'oasi contra els grecs de Cirenaica i contra els libis; en el seu honor, foren erigits dos temples i algunes capelles a Al-Qasr i Ain el-Muftella; aquest temples foren encara embellits en temps de la dominació persa. Sota els perses, es va establir a l'oasi una forta guarnició. És possible que Alexandre el Gran passés per l'oasi en el seu camí a l'oasi de Siwa. Sota Ptolemeu I, l'oasi va tornar a prosperar amb el restabliment de les vies comercials i com a base per al control del desert occidental; una guarnició militar grega va romandre permanentment a l'oasi. D'aquest període, és el cementiri conegut per la Vall de les mòmies daurades. El déu adorat en aquest temps era Thoth en la seva forma d'Ibis; Hathor és esmentat com la senyora de l'oasi; també s'esmenta Amon i Khonsu amb el títol de "senyors de l'oasi"; al turó del comerç de pollastres (Qarat al-Farargi), hi ha el cementiri dels ibis sagrats, i altres antiguitats de l'oasi; el nom prové del fet que els habitants locals creien que les mòmies eren de pollastres.

### Periode grec i Imperi Romà
Al final del període grec i abans del control romà, els sistema de rec va entrar en decadència; sota domini romà, la situació no va millorar; els saquejadors del desert van atacar l'oasi i la vida allí es va tornar perillosa. Els romans van ser menys opressius a l'oasi i van construir una sèrie d'edificis i aqüeductes, alguns dels quals encara s'utilitzen avui dia a Bawiti i Izza; del període romà queden bastants tombes, vies, projectes agrícoles i edificis. Els soldats romans hi estaven estacionats almenys periòdicament. Un comandant militar de nom Adrià va revisar les forces el 213; més tard, un poble anomenat Nobatai va atacar l'oasi i va destruir alguns llogarets; el 399, s'hi van establir nous camps militars romans.

### Periode cristià
En el període cristià, la tradició copta diu que fou cristianitzada per sant Bartomeu, un dels apòstols de Jesús; Abu Salih diu que Bartolomeu fou martiritzat a l'oasi, però d'altres diuen que ho fou a la costa; Abu Salih també informa de moltes esglésies de la zona i n'inclou una anomenada Sant Bartolomeu. L'oasi fou seu d'un bisbe, tot i que es creu que va romandre un centre de culte pagà almenys fins al segle VII. En aquest temps es va dir Al-Bahnasa.
El 1921, Dugald Campbell esmenta un monestir que encara romania a Al-Bawiti, la principal ciutat de l'oasi, al qual dona el nom de Dar al-Abras, 'el refugi dels Leprosos', i diu que tenia parets pintades, creus gravades i antigues inscripcions, i que els cristians li donaven el nom de Bahariya Mari Girgis ('Sant Jordi de Bahariya'). A més, esmenta el descobriment d'alguns taüts d'època púnica que sembla que va portar al Caire i són avui al Museu d'Antiguitats Egípcies del Caire.

### Domini musulmà i mameluc
Fou conquerit per Ibn al-As a la meitat del segle VII. Sota els musulmans, fou conegut altre cop com a oasi del Nord o Waha al-Khas. El 943/944, apareix sota domini d'un emir amazic de nom Abd-al-Màlik ibn Marwan, que era plenament independent. Després va caure en mans dels fatimites, que hi van nomenar governador. Sota els mamelucs constituïa un feu; l'oasi va patir alguns atacs dels beduïns i dels amazics. La comunitat cristiana va existir fins al segle xvi o potser fins al xvii. El cultiu del vi, per la prohibició del producte pels musulmans, es va acabar i l'economia va entrar en decadència; les olives i els dàtils foren sotmesos a taxes massa altes; molts camps van quedar coberts de sorra.

### Època contemporània
El 1813 Muhammad Ali va reclamar l'oasi, que des feia un temps restava terra de ningú, com a part del seu govern. Bahariya requeria una força de 400 o 500 soldats per assegurar la pau i la tranquil·litat, però a partir de l'establiment del domini efectiu de Muhammad Ali es va reprendre el comerç.
El 1819, fou visitat per l'italià Belzoni que l'anomena Wah al-Bahnasa, o Wah al-Mendeesheh, just quan Muhammad Ali començava a establir el seu domini a l'oasi de Siwa, que Belzoni també va visitar. El 1820 el va visitar Cailliaud, que va fer descripcions de monuments que després es van perdre, incloent l'arc de triomf romà d'Al-Haiz. Es creu que alguns monuments foren destruïts per un terratrèmol el 1847 i les seves restes reutilitzades. També el 1820 hi va ser Hyde. Pacho i Muller hi van ser el 1823-1824, Wilkinson el 1825, Rohlfs el 1874, el capità H. G. Lyons el 1894 i el 1897, John Ball i Hugh Beadnell, que van confeccionar mapes del territori.
El 1916 els Sanusiya, aliats otomans, van enviar un exèrcit a Bahariya, on tenien força seguidors. Hi van romandre deu mesos, però en foren expulsats pels britànics amb soldats sudanesos després de la Batalla d'Hara. El capità Williams va establir un lloc de vigilància a la muntanya que porta el seu nom (Djebel al-Ingleez). Es va establir la llei marcial i es van dictar noves normes.
L'oasi va patir un descens de població als anys cinquanta, i arribà a menys de sis mil habitants, però el 1986 ja havia pujat a 20.000, i actualment és a l'entorn de 30.000. Una carretera ha substituït l'antiga via de les caravanes.